# John (8e comte de Sutherland)
Pour les articles homonymes, voir John.
John (II) comte de Sutherland (mort en 1508) fut le 8e comte de Sutherland (1456/1460- 1508), issu en ligne masculine de Hugues Freskin, descendant de Freskin de Moravia.

## Biographie
John (II) Sutherland, 8e comte de Sutherland, est le fils et successeur en 1456/1460 du comte John (I) et de son épouse Margaret Baillie.
Dans son histoire de la lignée comtale de Sutherland, Sir Robert Gordon, accuse le comte John (II) d'actes de cruauté envers sa mère et les autres membres de sa famille. Il semble en effet qu'il souffrait de graves troubles psychiques et en 1494 dans une « déclaration d'imbécilité » le roi Jacques IV d'Écosse, déclare l'inaptitude du comte de Sutherland à gérer ses domaines et biens et il est placé sous la tutelle de Sir James Dunbar de Cumnock. Georges Gordon 2e comte de Huntly en sa qualité de Justiciar d'Écosse au nord du Firth of Forth met à profit cette déchéance et peu avant de mourir en 1501 il organise l'union de son fils cadet Adam Gordon d'Aboyne avec Elisabeth Sutherland la seule fille du 8e comte de Sutherland 
Lorsque John (II) meurt en 1508 et il pour  successeur son fils John (III), qui souffre de la même maladie mentale que lui. Ce John (III) est un des fils issu des trois unions de son père; sa mère semble avoir été une fille de  Jean II MacDonald, Seigneur des Îles. Il n'y a pas de descendance issu de ses deux  mariages suivants avec Fingole, veuve de  John Munro de Foulis dont il divorce probablement et d'une certaine Catherine d'origine inconnue dont il s'est séparé. John (III) est lui aussi reconnu incapable de gérer ses propres affaires et il est placé sous le contrôle d'Elisabeth Sutherland sa sœur et de Adam Gordon l'époux de cette dernière qui reconnus comme ses plus proches parents. À sa mort en 1514  le couple lui succède à la tête du comté de Sutherland .

## Sources
- (en) C. A. McGladdery « John Sutherland, eight earl of Sutherland (d. 1508), dans Sutherland family (per. c.1200–c.1510) », Oxford Dictionary of National Biography, Oxford University Press, 2004